# 沃爾瑟姆斯托女王路站
沃尔瑟姆斯托女王路站（英語：Walthamstow Queen's Road railway station）是伦敦地上铁福音橡至柏京綫的一座车站，位于伦敦的沃爾瑟姆森林區，属于第3收费区。

## 概況
本站位於沃尔瑟姆斯托，擁有2個站台。並有無障礙通道連接至愛丁堡路。自本站出站后经埃克塞特路再走一段于2014年8月新开通的雷·杜德利路约300米，便可到达沃尔瑟姆斯托中央站。

## 歷史
- 1894年7月9日，本站開通，車站名稱為沃尔瑟姆斯托站。
- 1968年5月6日，改為現在名稱[5][6]。

## 列車服務
目前為15分鐘一班列車，但因電氣化工程，途徑本站的列車暫停服務，直至電氣化工程結束。

## 其他
隨著途徑本站的列車數量增加，而2節編組的內燃動車組已經不能滿足日益增長的客流需求。本站在2016年6月開始進行電氣化工程，預計2017年12月結束。